# Gravetat linealitzada

El diagrama commutatiu de l'aproximació del camp feble en derivar la solució de Schwarzschild d'equacions de camp d'Einstein.

En la teoria de la relativitat general, la gravetat linealitzada és l'aplicació de la teoria de la pertorbació al tensor mètric que descriu la geometria de l'espai-temps. Com a conseqüència, la gravetat linealitzada és un mètode eficaç per modelar els efectes de la gravetat quan el camp gravitatori és feble. L'ús de la gravetat linealitzada és integral per a l'estudi de les ones gravitatòries i les lents gravitacionals de camp feble.

## Aproximació de camp feble
L'equació de camp d'Einstein (EFE) que descriu la geometria de l'espai-temps es dóna com

Gravetat del planeta contra distància, Terra, Lluna, Mart i Plutó.

{\displaystyle R_{\mu \nu }-{\frac {1}{2}}Rg_{\mu \nu }=\kappa T_{\mu \nu }}
on {\displaystyle R_{\mu \nu }} és el tensor de Ricci, {\displaystyle R} és l'escalar de Ricci, {\displaystyle T_{\mu \nu }} és el tensor energia-impuls, {\displaystyle \kappa =8\pi G/c^{4}} és la constant gravitatòria d'Einstein, i {\displaystyle g_{\mu \nu }} és el tensor mètric espai-temps que representa les solucions de l'equació.
Tot i que succinta quan s'escriu utilitzant la notació d'Einstein, s'amaguen dins del tensor de Ricci i l'escalar de Ricci hi ha dependències excepcionalment no lineals del tensor mètric que fan que la perspectiva de trobar solucions exactes sigui poc pràctica en la majoria dels sistemes. Tanmateix, quan es descriuen sistemes per als quals la curvatura de l'espai-temps és petita (és a dir, els termes de l'EFE que són quadràtics en {\displaystyle g_{\mu \nu }} no contribueixen significativament a les equacions de moviment), es pot modelar la solució de les equacions de camp com la mètrica de Minkowski {\displaystyle \eta _{\mu \nu }} més un petit terme de pertorbació {\displaystyle h_{\mu \nu }}. En altres paraules:
{\displaystyle g_{\mu \nu }=\eta _{\mu \nu }+h_{\mu \nu },\qquad |h_{\mu \nu }|\ll 1.}
En aquest règim, substituint la mètrica general {\displaystyle g_{\mu \nu }} perquè aquesta aproximació pertorbativa dóna lloc a una expressió simplificada per al tensor de Ricci:
{\displaystyle R_{\mu \nu }={\frac {1}{2}}(\partial _{\sigma }\partial _{\mu }h_{\nu }^{\sigma }+\partial _{\sigma }\partial _{\nu }h_{\mu }^{\sigma }-\partial _{\mu }\partial _{\nu }h-\square h_{\mu \nu }),}
on {\displaystyle h=\eta ^{\mu \nu }h_{\mu \nu }} és el rastre de la pertorbació, {\displaystyle \partial _{\mu }} denota la derivada parcial respecte a la {\displaystyle x^{\mu }} coordenades de l'espai-temps, i {\displaystyle \square =\eta ^{\mu \nu }\partial _{\mu }\partial _{\nu }} és l'operador d'Alembert.
Juntament amb l'escalar de Ricci,
{\displaystyle R=\eta _{\mu \nu }R^{\mu \nu }=\partial _{\mu }\partial _{\nu }h^{\mu \nu }-\square h,}
el costat esquerre de l'equació de camp es redueix a
{\displaystyle R_{\mu \nu }-{\frac {1}{2}}Rg_{\mu \nu }={\frac {1}{2}}(\partial _{\sigma }\partial _{\mu }h_{\nu }^{\sigma }+\partial _{\sigma }\partial _{\nu }h_{\mu }^{\sigma }-\partial _{\mu }\partial _{\nu }h-\square h_{\mu \nu }-\eta _{\mu \nu }\partial _{\rho }\partial _{\lambda }h^{\rho \lambda }+\eta _{\mu \nu }\square h).}
i per tant l'EFE es redueix a una equació diferencial parcial lineal de segon ordre en termes de {\displaystyle h_{\mu \nu }}.